# Оґаста Шульц
Оґаста Шульц (англ. Augusta Schultz; 28 липня 1871 — 30 вересня 1925) — колишня американська тенісистка.
Перемагала на турнірах Великого шолома в змішаному парному розряді.

## Фінали турнірів Великого шолома

### Одиночний розряд (1 поразка)
| Результат | Рік  | Турнір        | Покриття | Суперниця  | Рахунок  |
| --------- | ---- | ------------- | -------- | ---------- | -------- |
| Поразка   | 1893 | Чемпіонат США | Трава    | Елін Террі | 1–6, 3–6 |

### Парний розряд (1 поразка)
| Результат | Рік  | Турнір        | Покриття | Партнерка | Суперниці                 | Рахунок  |
| --------- | ---- | ------------- | -------- | --------- | ------------------------- | -------- |
| Поразка   | 1893 | Чемпіонат США | Трава    | М. Стоун  | Елін Террі Гаррієт Батлер | 4–6, 3–6 |

### Мікст (1 перемога)
| Результат | Рік  | Турнір        | Покриття | Партнер        | Суперник і суперниця         | Рахунок  |
| --------- | ---- | ------------- | -------- | -------------- | ---------------------------- | -------- |
| Перемога  | 1905 | Чемпіонат США | Трава    | Кларенс Гобарт | Елізабет Мур Едвард Дьюгерст | 6–2, 6–4 |